# Kościelec (gmina w województwie poznańskim)
Kościelec (od 1973 Mycielin) – dawna gmina wiejska istniejąca do 1954 roku w woj. łódzkim i poznańskim. Nazwa gminy pochodzi od wsi Kościelec, lecz siedzibą władz gminy był Korzeniew.
W okresie międzywojennym gmina Kościelec należała do powiatu kaliskiego w woj. łódzkim. 1 kwietnia 1938 roku gminę wraz z całym powiatem kaliskim przeniesiono do woj. poznańskiego.
Po wojnie gmina zachowała przynależność administracyjną. Według stanu z dnia 1 lipca 1952 roku gmina składała się z 7 gromad: Danowice, Korzeniew, Kościelec, Kościelec kol., Mycielin, Słuszków i Teodorów.
Jednostka została zniesiona 29 września 1954 roku wraz z reformą wprowadzającą gromady w miejsce gmin. Po reaktywowaniu gmin z dniem 1 stycznia 1973 roku gminy Kościelec nie przywrócono, utworzono natomiast jej terytorialny odpowiednik, gminę Mycielin